# Josef Scholl
Josef Scholl, též Joseph Scholl (1804 nebo 1805 Regio nebo Rea, Benátsko – 12. prosince 1884 Štýrský Hradec), byl rakouský státní úředník, právník a politik německé národnosti, během revolučního roku 1848 poslanec Říšského sněmu.

## Biografie
Byl synem nižšího státního úředníka. Mládí strávil ve Villachu. Navštěvoval gymnázium v Klagenfurtu. V letech 1826–1829 studoval právo na Univerzitě ve Štýrském Hradci. Roku 1829 se stal doktorem práv. V roce 1834 nastoupil k dvorní a komorní prokuratuře jako praktikant, koncipista. V roce 1836 byl povolán ke komorní prokuratuře ve Lvově, kde byl do roku 1839 pomocným referentem, do roku 1841 fiskálním aktuárem a do roku 1847 fiskálním adjunktem. V roce 1847 se mu podařilo získat post zemského rady u okresního soudu v Tarnówě.
Během revolučního roku 1848 se zapojil do politického dění. Byl zvolen na rakouský ústavodárný Říšský sněm. Zastupoval volební obvod Villach v Korutanech. Uvádí se jako c. k. zemský rada. Patřil ke sněmovní levici. Do sněmu byl za Villach zvolen během své dovolené, kterou tu v roce 1848 trávil. Mandát získal až v dodatečných volbách poté. Volba Scholla byla potvrzena na schůzi sněmu počátkem srpna 1848.
Jako poslanec pracoval zejména v ústavním výboru, byl jeho referentem. Podporoval samostatnou existenci Korutan jako korunní země. Byl členem redakční rady stenografických protokolů jednání sněmu. Koncem září 1848 se na sněmu připojil k frakci Zentrumklub. V prosinci 1848 byl členem deputace poslanců do Olomouce a Prahy.
Po rozpuštění sněmu v roce 1849 se stáhl z politiky. Nastoupil k dolnorakouskému apelačnímu soudu. V roce 1850 byl jmenován radou vrchního zemského soudu v Linci a v roce 1854 prezidentem nově zřízeného krajského soudu v Korneuburgu. Zde mu bylo v roce 1864 při odchodu z funkce uděleno čestné občanství. Téhož roku se stal 2. viceprezidentem zemského soudu ve Vídni. Tady vykonával i funkci předsedy civilního senátu. V roce 1870 byl jmenován dvorním radou a v roce 1872 se stal 1. viceprezidentem zemského soudu ve Vídni. V roce 1873 odešel ze zdravotních důvodů do penze. Byl mu udělen Císařský rakouský řád Leopoldův.